# Френцель, Эрик
Э́рик Фре́нцель (нем. Eric Frenzel; род. 21 ноября 1988[…], Аннаберг-Буххольц, ГДР[…]) — немецкий двоеборец, трёхкратный олимпийский чемпион, семикратный чемпион мира, 5-кратный обладатель Кубка мира (2012/13, 2013/14, 2014/15, 2015/16 и 2016/17). Занимает третье место в истории по количеству выигранных этапов Кубка мира, уступая только Ярлу Магнусу Рииберу и Ханну Маннинену. Делит с австрийцем Феликсом Готтвальдом рекорд по общему количеству олимпийских наград за карьеру среди двоеборцев (по 7).
В Кубке мира Френцель дебютировал в 2007 году, в январе 2008 года одержал свою первую победу на этапе Кубка мира. Всего на сегодняшний момент имеет 43 победы на этапах Кубка мира, в том числе восемь в командных соревнованиях. Единственный в истории лыжного двоеборья спортсмен, выигравший 5 кубков мира в общем зачёте.
На чемпионате мира 2011 года завоевал медали во всех четырёх видах программы двоеборцев: золотую и бронзовую в личных состязаниях и две серебряные — в командных. На чемпионате мира 2013 года выиграл две медали — золото и бронзу. На чемпионате мира 2015 года выиграл две медали — золото и серебро. На чемпионате мира 2017 года завоевал две золотые медали и одну серебряную.
На Олимпийских играх 2010 года в Ванкувере выиграл бронзу в команде, кроме того стал 10-м в соревнованиях с нормального трамплина + 10 км, и 40-м в соревнованиях с большого трамплина + 10 км.
На Олимпийских играх 2014 года в Сочи выиграл золото в индивидуальных соревнованиях с нормального трамплина +10 км, а также был вторым в составе эстафеты с большого трамплина + 4х5 км.
На Олимпийских играх 2018 года в Пхёнчхане завоевал золото в соревнованиях по лыжному двоеборью: нормальный трамплин + гонка на 10 км и бронзовую медаль на большом трамплине. В командных соревнованиях выиграл свою вторую золотую медаль на этой Олимпиаде, став трёхкратным олимпийским чемпионом.
На Олимпийских играх 2022 года завоевал серебро в эстафете. В личных дисциплинах не выступал.
Завершил карьеру после сезона 2022/23.
Использовал лыжи производства фирмы Fischer.

## Результаты на крупнейших соревнованиях

### Олимпийские игры
| Олимпийские игры | Норм. трамплин/ 10 км | Большой трамплин/ 10 км | Большой трамплин/ эстафета |
| ---------------- | --------------------- | ----------------------- | -------------------------- |
| 2010 Ванкувер    | 10                    | 40                      | 3                          |
| 2014 Сочи        | 1                     | 10                      | 2                          |
| 2018 Пхёнчхан    | 1                     | 3                       | 1                          |
| 2022 Пекин       | —                     | —                       | 2                          |